# A Fazenda (trilha sonora)
A Fazenda é uma trilha sonora do programa da Rede Record A Fazenda. Esse álbum foi lançado em 2009 pela Warner Music. São 12 músicas, quase todas dos artistas que estavam confinados. O tema de abertura abre o álbum. O clássico do Bee Gees, "Stayin' Alive", sucesso dos anos 70, ganhou novo arranjo do produtor Marco Camargo. Tem também o hit "Rolex", de Dado Dolabella, "Arcanjo", de Danni Carlos, "Andressa", de Theo Becker, "Mulher de Fases", de Pedro & Thiago, e outras canções que embalaram o dia a dia dos participantes.

## Faixas
1. "Stayin' Alive" – Marco Camargo (concepção de arranjo)
2. "A Fazenda" – Cezar & Paulinho
3. "O Bicho Vai Pegar" – Edson & Hudson (part. Rionegro & Solimões)
4. "Arcanjo" – Danni Carlos
5. "Mulher de Fases" – Pedro & Thiago
6. "Rolex" – Dado Dolabella
7. "O Grande Amor da Minha Vida (Convite de Casamento)" – Gian & Giovani
8. "Andressa" – Theo Becker
9. "Amor de Primavera" – Di Paullo & Paulino (part. Gino & Geno)
10. "Me Divirto Com as Erradas" – Latino
11. "Aqui é o Seu Lugar" – Chico Rey & Paraná
12. "Eu, Você, Jack e Harley" – Ricardo & João Fernando
13. "Beyond Light"' - Transmission